# Manoir de la Roche
Le manoir de la Roche est un édifice situé à Saint-Didier, en France.

## Localisation
Le monument est situé dans le département français d'Ille-et-Vilaine, à 2,2 km au nord-est du bourg de Saint-Didier.

## Architecture
Les façades, les toitures et l'escalier intérieur du manoir, le puits de la cour sud, ainsi que les façades et les toitures de la chapelle sont inscrits au titre des monuments historiques depuis le 11 octobre 1971.